# Куотърбек
Куотърбек (на английски: Quarterback, буквално: „четвърт бек“ ) е позиция на играч по американски футбол.
Куотърбекът е част от нападателната формация на отбора и преди всяко започване на играта се намира зад центъра на нападателната линия. С функции подобни на разпределител, той е най-ключовият играч в отбора, ръководейки играта и реализирането на тактиката на тима. За това говори и статистиката за най-ценен играч (MVP) на Супербоул: от 42 избрани, 22-ма са куортърбеци.

## Известни куортърбеци
- Том Брейди (играл 2000 – 2022)
- Дан Марино (играл 1983 – 1999)
- Джо Монтана (играл 1979 – 1994)